# La ragazza di Cortina
La ragazza di Cortina è un film italiano del 1994 diretto da Giancarlo Ferrando con lo pseudonimo di Maurizio Vanni.

## Trama
Una ragazza schiava del proprio marito sogna una nuova vita a Cortina d'Ampezzo, lì dove era stata felice da bambina prima del tragico incidente e della morte dei propri genitori. Con un astuto piano riesce a scappare fingendo la propria morte e si trasferisce nella città per tanto tempo desiderata. Qui inizia tutto da capo, conosce nuove persone, un nuovo amore ma il suo passato torna per tormentarla ancora.